# Ozothamnus cinerea
Ozothamnus cinerea là một loài thực vật có hoa trong họ Cúc. Loài này được (Labill.) Anderb. mô tả khoa học đầu tiên năm 1991.